# Maine (New York)
Maine è un comune degli Stati Uniti d'America, situato nello Stato di New York, nella contea di Broome.